# Statsfængslet Midtjylland
Statsfængslet Midtjylland blev dannet i september 2000 ved en sammenlægning af Statsfængslet på Kærshovedgård og Statsfængslet ved Nr. Snede. Den 16. marts 2016 omdannedes Kærshovedgård til udrejsecenter. Der er cirka 25 kilometer mellem de to institutioner. Nuværende fængselsinspektør er Pernille Sørensen.

## Udrejsecenter Kærshovedgård
Bygningen er gennem tiden blevet brugt som behandlingshjem for alkoholikere, indkvartering af arbejdshusfanger og ungdomsfængsel. I dag huser det beboere, der har fået endeligt afslag på asyl, personer udvist ved dom og personer på tålt ophold. Udrejsecenter Kærshovedgård er beliggende i Ikast-Brande Kommune og har en kapacitet til 129 beboere. Det har siden december 2018 været planlagt at flytte udrejsecenteret til øen Lindholm i Stege Bugt. Den planlagte flytning er en del af finansloven for 2019. Alene etableringsopkomstningerne for det nye udrejsecenter i Østdanmark forventes at blive mindst 700 mio. kr.

## Nørre Snede fængsel
Fængselsbygningen har tidligere været et pigehjem, men har siden 1943 fungeret som et fængsel. Statsfængslet Midtjyllands afdeling er beliggende i Nørre Snede og fungerer både som et åbent og lukket fængsel. Fængslet har et åbent afsnit med 75 pladser, et lukket afsnit med 85 pladser og en særlig afdeling med 15 straf- og isolationspladser. Fængslet modtager fortrinsvis mandlige dømte fra Østsjælland og Hovedstadsområdet.